# Per Eckemark
Per Eckemark, född 9 april 1967, är en svensk företagsekonom och teknisk fysiker. Han är sedan 1 maj 2025 generaldirektör för affärsverket Svenska kraftnät.

## Biografi
Eckemark avlade masterexamen i teknisk fysik år 1992 vid Uppsala universitet, samt en MBA-examen vid samma universitet år 2000. Sedan 2005 har han haft olika chefspositioner inom ABB Power Systems fram till 2018, bland annat inom företagets verksamhet för högspänd likström (HVDC). Han blev 2018 chef för divisionen Nät på Svenska kraftnät som arbetar med att bygga ut och underhålla transmissionsnätet för el.
Som chef för divisionen Nät vid Svenska kraftnät har Eckemark fått hantera kraftigt ökade elbehov bland annat i regionerna kring Stockholm och Malmö, något som traditionellt skulle skett genom att bygga nya kraftledningar. I Stockholmsregionen saknas plats för stora kraftledningar på marken, varför man bland annat byggt en underjordisk kraftledning i tunnel mellan Enebyberg och Hammarby sjöstad. I Malmöregionen har långa ledtider för nya kraftledningar tvingat fram andra åtgärder i befintliga ledningar som förfinad dynamisk övervakning samt byte till nya typer av material, vilket möjliggjort ökade flöden i befintliga kraftledningar.
Den 10 april 2025 tillkännagavs att Per Eckemark med start 1 maj 2025 efterträder Lotta Medelius-Bredhe som generaldirektör för Svenska kraftnät.